# Обмен (фильм, 2017)
Обмен — короткометражный фильм Романа Качанова. Премьера фильма состоялась 22 ноября 2017 года в кинотеатре «Иллюзион» в Москве.

## Сюжет
Семейная пара Федя и Татьяна приезжают в загородный дом к друзьям Константину и Лене. Вечером, когда все уже изрядно выпили, Константин вырубается. Выпивают ещё. Дальше Фёдор ничего не помнит. Ранним утром происходит серьёзное выяснение отношений.

## В ролях
- Александр Ильин — Фёдор
- Ольга Арнтгольц — Татьяна
- Михаил Владимиров — Константин
- Валерия Шкирандо — Елена

## Съёмочная группа[1]
- Режиссёр: Роман Качанов
- Автор сценария: Роман Качанов
- Продюсер: Роман Качанов
- Оператор: Михаил Мукасей
- Монтаж: Маргарита Смирнова
- Саундтрек: План Ломоносова
- Линейный продюсер: Екатерина Дубровская
- Исполнительный продюсер: Олег Бабицкий

## Съёмки и премьера
Летом 2017 года режиссёр Роман Качанов сообщил, что хочет снять короткометражное кино «без всякой цензуры, подневольной редактуры и прочей коррозии». Через сеть Качанов объявил, что собирает деньги на новый фильм. Откликнулось более 250 человек. За две недели был сформирован бюджет фильма. Все, участвовавшие в краудфандинге были включены в финальные титры фильма.. Съемки фильма «Обмен» прошли в Подмосковье. 22 ноября 2017 года фильм был представлен зрителям. Сразу после первого показа фильма в кинотеатре была проведена интернет-премьера фильма — прямо в кинозале был открыт свободный доступ к фильму в интернете.